# Saint-Gobain Glass

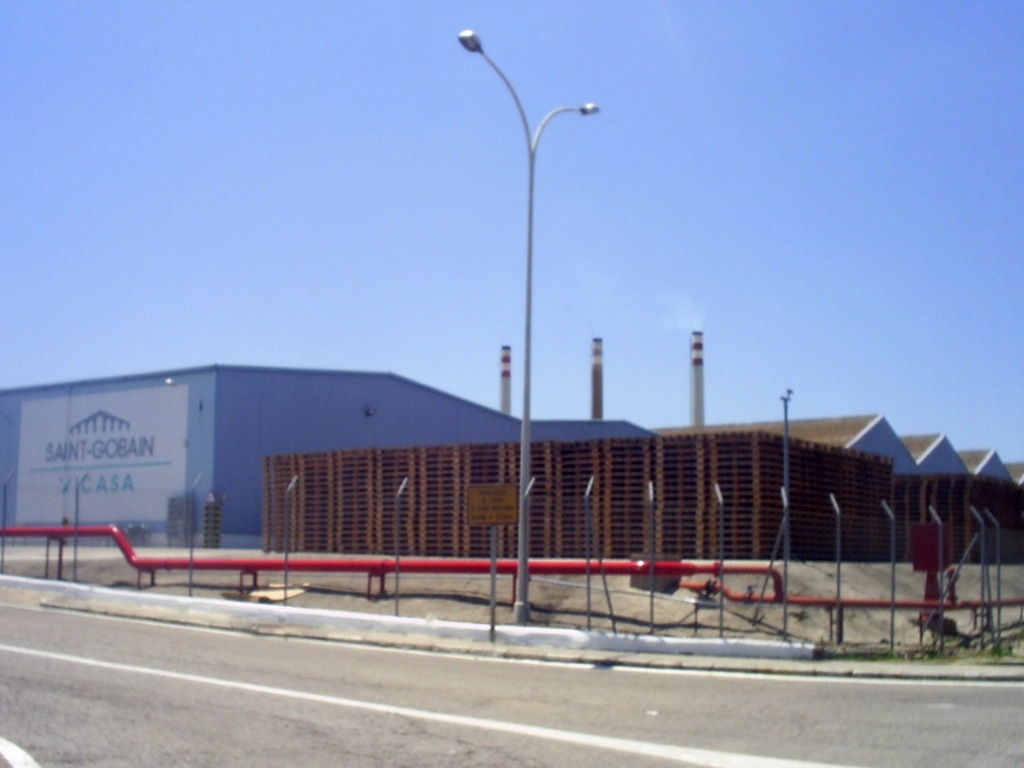
Antiga planta de ampolles de Saint-Gobain a Jerez de la Frontera, Espanya.

Saint-Gobain és una empresa multinacional fundada i administrada a França. En els seus orígens, al segle XVII (1665), va començar com una companyia vidriera, sent l'origen de la marca Duralex. En l'actualitat fabrica materials d'alt rendiment per a estructures.
Creada en el departament de l'Aisne per Lluís XIV de França per tal d'impulsar als artesans francesos. El seu ministre d'economia, Jean-Baptiste Colbert, va ser l'encarregat de construir les instal·lacions i desenvolupar noves tecnologies que s'emprarien per a embellir Versalles, especialment la Galerie des Glaces (Sala dels miralls).
Colbert va encarregar als venecians els miralls que decorarien aquesta sala del Palau de Versalles. Després d'aquest encàrrec perdut, la Compagnie de Saint-Gobain es va desenvolupar en gran manera. El 1702 va aconseguir que se li concedís el monopoli de la fabricació de miralls a França, privilegi que mantindria fins a la Revolució francesa.
Actualment l'àrea de negoci de Saint-Gobain és l'enginyeria de materials. Se centra en els sectors del vidre, els productes i els materials d'alt rendiment per a la construcció. Saint-Gobain ven a tot el món. La seua xifra de vendes és superior a 40 000 milions de dòlars. El desembre de 2005 va adquirir la companyia britànica BPB, el major fabricant mundial de plaques de revestiment, per 7.000 milions de dòlars.